# Tsjara (Oljokma)
De Tsjara (Russisch: Чара) is een 851 kilometer lange rivier in het zuiden van Siberië. De rivier stroomt door de Russische kraj Transbaikal, de oblast Irkoetsk en Jakoetië en is een zijrivier van de Oljokma binnen het stroomgebied van de Lena. De naam komt uit het Evenks en betekent "zandbank" of "ondiepte".

## Loop
De Tsjara ontspringt op een hoogte van ongeveer 975 meter op de zuidelijke hellingen van de bergketen Kodar in het Bolsjoje Leprindomeer in het noorden van de Transbaikal. De rivier stroomt eerst sterk meanderend naar het noordoosten en doorkruist de Tsjaralaagte en loopt daarbij langs de Tsjarazanden. Verderop wijzigt de loop zich naar het noorden tot noordwesten en doorstroomt vervolgens via vele stroomversnellingen weer terug naar de Kodar, die ze volledig doorsnijdt om vervolgens langs de oostzijde van het Hoogland van Patom de oblast Irkoetsk binnen te stromen, gevolgd door Jakoetië. In de benedenloop wijzigt de loop zich naar het oosten om ongeveer 25 kilometer ten zuidoosten van de stad Oljokminsk in de benedenloop van de Oljokma te stromen.

## Hydrografie
Gemeten naar lengte en oppervlakte is de Tsjara de belangrijkste zijrivier van de Oljokma. De belangrijkste zijrivieren zijn de Zjoeja (337 km) en Molbo (334 km) die van links de Tsjara instromen en de Tokko (446 km) die van rechts instroomt. Binnen het stroomgebied bevinden zich ruim 7000 meren met een totale oppervlakte van ongeveer 248 km².
Nabij de monding bereikt de rivier een breedte van ruim 500 meter bij een diepte van ruim 4 Meter. De stroomsnelheid bedraagt hier 1,2 m/s.
De Tsjara bevriest van eind oktober tot het midden van mei en wordt gekenmerkt door hoogwater tussen mei en september. De rivier heeft een gemiddeld jaarlijks debiet van 900 m³/s bij de monding, die nabij de monding van de Tokko nog steeds 639 m³/s bedraagt en aldaar varieert tussen de 42 m³/s in maart tot 2352 m³/s in juni.
De oevers zijn bergachtig en begroeid met bos.

## Gebruik
De rivier is bevaarbaar overen lengte van 416 kilometer, vanaf de samenvloeiing met de Zjoeja tot aan de monding. Aan de bovenloop zijn enkele zeer rijke etslagen met ijzererts, kolen, goud en koper (op twee na grootste ter wereld) aangetroffen. Op de linkeroever bevindt zich de enige plek ter wereld waar de halfedelsteen charoiet wordt aangetroffen.
Het stroomgebied van de Tsjara is zeer dunbevolkt. De spoorlijn Baikal-Amoer (BAM) volgt de bovenloop van de rivier over een lengte van ongeveer 100 kilometer tussen de stations Leprindo (bij het Bolsjoje Leprindomeer) en Ikabja. Tussentijds steekt de BAM de rivier over vlak voor het station Novaja Tsjara. Het deel waar de BAM langsloopt vormt grotendeels ook het enige deel waar andere wegen lopen. Pas aan de benedenloop van de rivier zijn er weer een paar plaatsen te vinden, waaronder het dorp Tokko bij de monding van de gelijknamige zijrivier in de Tsjara.
De rivier wordt gebruikt om te wildwatervaren (moeilijkheidsgraad 4).

## Zijrivieren
Het riviersysteem van de Tsjara telt 103 zijrivieren met een lengte van meer dan 10 kilometer. In de onderstaande tabel zijn deze gerangschikt van de monding tot aan de bron.
- 59 km: Bagadyylaach (Багадьылаах)
- 65 km: Tsjajdaach (Чайдаах)
- 73 km: Tokko (Токко)
- 76 km: Stepan (Степан)
- 83 km: Oelachan-Onkoetsjach (Улахан-Онкучах)
- 88 km: Koemachylaach (Кумахылаах)
- 94 km: Kyra-Onkoetsjach (Кыра-Онкучах)
- 98 km: Kyra-Keendi (Кыра-Кээнди)
- 98 km: Silbiktelleech (Силбиктэллээх)
- 112 km: Yal-Onkoetsjaga (Ыал-Онкучага)
- 118 km: Dojdoe-Joerech (Дойду-Юрэх)
- 133 km: Byjyttaach (Быйыттаах)
- 134 km: Toengoes-Joerege (Тунгус-Юрэгэ)
- 138 km: Keneli (Кэнэли)
- 138 km: Chajyrgas-Joerege (Хайыргас-Юрэгэ)
- 139 km: Nyjoejoenekeen (Ньююнэкээн)
- 156 km: Taryngnaach (Тарынгнаах)
- 160 km: Iligir (Илигир)
- 165 km: Molbo (Молбо)
- 172 km: Ambardaach (Амбардаах)
- 176 km: Kjoendeede-Joereg (Кюндээдэ-Юрэх)
- 219 km: Taryngnaach (Тарынгнаах)
- 225 km: Tsjara-Sibikteleege (Чара-Сибиктэлээге)
- 232 km: Oelachan-Boegar (Улахан-Бугар)
- 240 km: Jeremej-Joerege (Еремей-Юрэгэ)
- 242 km: Boelkoeoer (Булкуур)
- 249 km: Noeoetsjtsja-Joerege (Нуучча-Юрэгэ)
- 255 km: Bagadyy (Багадьы)
- 258 km: Tanjalyyr-Chatyryktaach (Танялыыр-Хатырыктаах)
- 258 km: Oelachan-Chatyryk (Улахан-Хатырык)
- 260 km: Meliise (Мэлиисэ)
- 267 km: Dabajaan (Дабайаан)
- 277 km: Choptsjooroek (Хопчоорук)
- 283 km: Enikeen (Эникээн)
- 287 km: Koetsjtsjoegoej-Soegdoe (Куччугуй-Сугдьу)
- 288 km: Oelachan-Soegdoe (Улахан-Сугдьу)
- 303 km: Keme (Кеме)
- 314 km: Koeraanach (Кураанах)
- 314 km: Chompo-Joerjoejete (Хомпо-Юрюйэтэ)
- 334 km: Tonnoda (Тоннода)
- 338 km: Koerdarar (Курдарар)
- 343 km: Bilir (Билир)
- 350 km: Ebiike (Эбиикэ)
- 362 km: Toemportsjan (Тумпорчан)
- 372 km: Sarkak (Саркак)
- 382 km: Koeraanak-Tsjalynka (Кураанак-Чалынка)
- 383 km: Tsjalynka (Чалынка)
- 388 km: Koeroeng-Oerjach (Курунг-Урях)
- 401 km: Makyt (Макыт)
- 407 km: Zjoeja (Жуя)
- 412 km: Djoeikan (Дюикан)
- 431 km: Koedoelak (Кудулак)
- 433 km: Ivan-Oerjoekta (Иван-Урьюкта)
- 433 km: Kjoegenjoer (Кюгенюр)
- 436 km: Ottach (Оттах)
- 438 km: Barlama (Барлама)
- 440 km: Berkit (Беркит)
- 456 km: Dzjelinda (Джелинда)
- 466 km: Torgo (Торго)
- 470 km: naamloze rivier
- 476 km: Boeldzjinej (Бульджиней)
- 493 km: naamloze rivier
- 503 km: Mokryj-Koemach-Oelach (Мокрый-Кумах-Улах)
- 503 km: Soechoj-Koemach-Oelach (Сухой-Кумах-Улах)
- 506 km: Oegoen-Oerja (Угун-Урья)
- 514 km: Kaira (Каира)
- 518 km: Imalyk (Ималык)
- 522 km: Sen (Сень)
- 525 km: Koeroeng-Oerjach (Курунг-Урях)
- 546 km: Chara-Oerjach (Хара-Урях)
- 554 km: Sytykan (Сытыкан)
- 557 km: Malaja Tora (Мал. Тора)
- 562 km: Bolsjaja Tora (Бол. Тора)
- 574 km: Derbergeljak (Дербергеляк)
- 585 km: naamloze rivier
- 597 km: naamloze rivier
- 602 km: Koering-Toeve (Куринг-Тувэ)
- 614 km: Ochogosj (Охогош)
- 626 km: Konda (Конда)
- 629 km: Taryn-Oerjach (Тарын-Урях)
- 634 km: Poeritsjikan (Пуричикан)
- 647 km: Soeloemat (Сулумат)
- 649 km: naamloze rivier
- 661 km: Koeroeng-Oerjach (Курунг-Урях)
- 662 km: naamloze rivier
- 688 km: Bolsjaja Ikabja (Большая Икабья)
- 704 km: Nizjni Sakoekan (Нижний Сакукан)
- 711 km: Apsat (Апсат)
- 711 km: Naminngakan (Наминнгакан)
- 723 km: Kemen (Кемен)
- 748 km: Oenkoer (Ункур)
- 754 km: Anarga (Анарга)
- 762 km: Sredni Sakoekan (Сред. Сакукан)
- 772 km: Niroengnakan (Нирунгнакан)
- 786 km: Verchni Sakoekan (Верхний Сакукан)
- 799 km: Sangijach (Сангиях)
- 811 km: naamloze rivier
- 812 km: Ingamakit (Ингамакит)
- 824 km: Sallikit (Салликит)
- 833 km: Loerboen (Лурбун)
- 847 km: naamloze rivier